# Kerim Kenebajew
Kerim Kenebajew (kirg. i ros. Керим Кенебаев, ur. w maju 1907 we wsi Bosteri w obwodzie semireczeńskim, zm. w listopadzie 1938 k. wsi Tasz-Döbö w Kirgiskiej SRR) – radziecki działacz partyjny.

## Życiorys
W latach 1923–1925 uczył się w Kazachsko-Kirgiskim Instytucie Edukacji w Taszkencie, od 1925 do maja 1930 uczył się w Kirgiskim Centralnym Technikum Pedagogicznym, od 1928 należał do WKP(b), od maja 1930 do marca 1931 kierował Wydziałem Agitacji i Kampanii Masowych Komitetu Miejskiego WKP(b) we Frunzem (Biszkeku). Od marca do września 1931 kierował Wydziałem Organizacyjnym Komitetu Miejskiego WKP(b) we Frunzem, a od września 1931 do maja 1932 Wydziałem Agitacji i Kampanii Masowych Kirgiskiego Komitetu Obwodowego WKP(b), 1932–1933 był I sekretarzem rejonowego komitetu WKP(b) w Kirgiskiej ASRR, potem do kwietnia 1937 I sekretarzem Kaganowiczeskiego Rejonowego Komitetu WKP(b) w Kirgiskiej ASRR/Kirgiskiej SRR. W kwietniu-maju 1937 kierował Wydziałem Kierowniczych Organów Partyjnych Kirgiskiego Komitetu Obwodowego WKP(b), od maja do października 1937 był zastępcą I sekretarza Komitetu Miejskiego WKP(b)/Komunistycznej Partii (bolszewików) Kirgistanu we Frunzem, od 16 czerwca 1937 do 24 lutego 1938 członkiem KC KP(b)K, a od 10 października 1937 do 24 lutego 1938 II sekretarzem KC KP(b)K. Później został aresztowany i rozstrzelany w ramach wielkiej czystki.